# State of Euphoria
State of Euphoria ist das vierte Studioalbum der amerikanischen Thrash-Metal-Band Anthrax. Es erschien im Herbst 1988 bei Island Records und erreichte 1989 in den USA Gold-Status für 500.000 verkaufte Einheiten.

## Entstehung
Laut Dan Spitz waren die Bandmitglieder aufgrund des unerwarteten Erfolges von Among the Living in einem Zustand der Euphorie (engl.: State of Euphoria), sie verdienten unerwartet viel Geld und traten auf großen Festivals wie dem Monsters of Rock auf. Diese euphorische Stimmung beeinflusste das Songwriting des Albums, weshalb sich Dan Spitz im Jahr 2006 eher kritisch zu dem Album äußerte, das nicht das repräsentiere, wofür der Name Anthrax steht. Ähnlich äußerte sich Scott Ian, der die Band unter enormem Zeitdruck sah, das Album fertigzustellen, weil eine Europa-Tournee mit Iron Maiden geplant war. Das Songwriting hätte ein paar Monate länger dauern sollen, weil einige der Lieder unfertig klingen. Zudem enthielten die überlangen Stücke eine Vielzahl von Gitarrenriffs, die für drei oder mehr Lieder gereicht hätten.
Die Aufnahmen zum Album fanden in den Quadradial Studios in Miami, Florida, statt, der Mix in den Electric Lady Studios in New York City. Das Schallplattencover zu State of Euphoria wurde von dem Illustrator Don Brautigam (Vorderseite) und dem Cartoonisten Mort Drucker (Rückseite) gezeichnet.

## Titelliste
1. Be All, End All – 6:22
2. Out of Sight, Out of Mind – 5:13
3. Make Me Laugh – 5:41
4. Antisocial – 4:27 *
5. Who Cares Wins – 7:35
6. Now It’s Dark – 5:34
7. Schism – 5:27
8. Misery Loves Company – 5:40
9. 13 – 0:49
10. Finale – 5:47

* Bernard Bonvoisin, Norbert Krief (Trust)

## Rezeption
Trotz des im Vergleich zu Among the Living noch größeren kommerziellen Erfolges wurde das Album von Kritikern gemischt aufgenommen. Essi Berelian vom Rough Guide to Rock bemerkt, dass ausgerechnet das herausragende Stück Antisocial eine Coverversion ist, was die Unausgereiftheit des Albums unterstreiche. Steve Huey von Allmusic nennt das Album nicht zufriedenstellend. Es habe starke Momente, insbesondere Be All, End All sei einer der melodiösesten Stücke der Band, und auch andere Stücke könnten begeistern. Unterm Strich sei aber gut die Hälfte des Albums erstaunlich farblos. Götz Kühnemund vom Rock Hard hingegen zeigte sich begeistert von dem Album, es sei härter und zugleich melodiöser als der Vorgänger Among the Living. Schlechte Lieder gäbe es auf dem Album nicht, es bringe die Band „weiter in Richtung Spitze, sprich: Metallica“. Ähnlich euphorisch äußerte sich Buffo Schnädelbach im Metal Hammer, in dem das Album – wie schon dessen Vorgänger – zum Album des Monats gekürt wurde. Von den zehn Songs sei "keiner als Ausfall zu bezeichnen". Schnädelbach lobte auch die gegenüber Among the Living bessere Produktion, insbesondere, dass das Schlagzeug "wesentlich wuchtiger und nicht mehr so trocken wie auf dem Vorgänger" klänge, sowie, dass Joey Belladonnas Gesang "aufgrund vieler guter Melodielinien einfach besser rüber" käme. "Auch in punkto Songwriting und Arrangements sind weitere Fortschritte nicht von der Hand zu weisen." Für die "gelungene Mischung aus gesunder Härte und Melodie" vergab Schnädelbach die Höchstnote 7 von 7 möglichen Punkten; im Redaktions-Soundcheck lag der Durchschnitt bei 6,6 Punkten.

## Penikufesin-EP
Während der Sessions zu State of Euphoria nahm die Band verschiedene Coverversionen auf, die im August 1989 in Europa und Japan als EP Penikufesin veröffentlicht wurden.

## Auszeichnungen für Musikverkäufe
| Land/Region               | Auszeichnungen für Musikverkäufe (Land/Region, Auszeichnung, Verkäufe) | Verkäufe |
| ------------------------- | ---------------------------------------------------------------------- | -------- |
| Kanada (MC)               | Gold                                                                   | 50.000   |
| Vereinigte Staaten (RIAA) | Gold                                                                   | 500.000  |
| Insgesamt                 | 2× Gold ·                                                              | 550.000  |